# Cantó de Laval-Nord-Est
El cantó de Laval-Nord-Est és un cantó francès del departament del Mayenne, situat al districte de Laval. Té 3 municipis i part del de Laval.

## Municipis
- Changé
- Laval (part)
- Saint-Germain-le-Fouilloux
- Saint-Jean-sur-Mayenne

## Història
| Data d'elecció                           | Identitat         | Partit | Qualitat |
| ---------------------------------------- | ----------------- | ------ | -------- |
| 1945-19..                                | Pierre Élain      | MRP    |          |
| 19..-1967                                | André Davoust     | CD     |          |
| 1967-1973                                | Pierre Buron      | UDR    |          |
| 1973-1979                                | M. Roussel        | PS     |          |
| 1979-1988                                | François d'Aubert | UDF    |          |
| 1988-2001                                | Roland Houdiard   | UDF    |          |
| 2001-2004                                | Olivier Richefou  | UDF    |          |
| 2004-2011                                | Nicole Peu        | PS     |          |
| 2011-                                    | Olivier Richefou  | AC     |          |
| les dades anteriors no són pas conegudes |                   |        |          |
|                                          |                   |        |          |